# And I Love Her
Pistes de A Hard Day's Night
I'm Happy Just to Dance with You Tell Me Why
And I Love Her est une chanson du groupe britannique the Beatles, signée Lennon/McCartney bien qu'essentiellement écrite par Paul McCartney, et publiée le 10 juillet 1964 dans leur album A Hard Day's Night.
Elle fut également éditée en single aux États-Unis le 20 juillet 1964 par Capitol, avec If I Fell en face B.

## Technique
Cette ballade en mode mineur se caractérise par l'emploi de la tierce picarde : l'accord final, qui viendrait logiquement en mineur, a été délibérément modifié en tierce majeure pour terminer sur une tonalité gaie.
Par ailleurs, ce morceau comporte une modulation, d'un demi-ton (de fa dièse mineur à sol mineur) à partir du solo de guitare. C'est un des seuls morceaux des Beatles où cette technique est utilisée (Good Day Sunshine en est un autre exemple).

## Autour de cette chanson
McCartney dit à propos de And I Love Her que c'est « la première ballade où je me suis impressionné ». Lennon l'appelle « le premier Yesterday de McCartney ». Lennon affirme avoir contribué à cette chanson pour ce qui concerne le pont (qui désigne la partie de la composition qui ne se répète pas).
Le riff d'entrée à la guitare classique composé de quatre notes est une trouvaille de George Harrison, durant les sessions d'enregistrements de l'album (dixit McCartney dans le documentaire de Martin Scorsese, George Harrison: Living in the Material World)
Le « And » dans le titre de la chanson a son importance selon McCartney. Le titre "And I love Her" se retrouve dans la deuxième strophe, et il ne se répète pas : « C'est une sorte d'aparté, comme pour dire au dernier moment : Oh. . . et je t'aime ».
Il n'a fallu que quelques essais aux Beatles pour comprendre comment jouer ce morceau. Leurs premières tentatives visaient à traiter la chanson comme un rock électrique modéré, mais c'est lorsque Ringo Starr passe de sa batterie au bongo, que la chanson a commencé à prendre sa forme définitive. Le second moteur de la chanson est la partie de guitare de Lennon.

## Parution
En 1964, cette chanson est publiée sur les versions anglaise et américaine de la trame sonore du film A Hard Day's Night et encore sur l'album Something New de Capitol Records. Ce label la publie aussi en 45 tours couplée à If I Fell, le 20 juillet 1964. Elle sera aussi incluse dans les compilations The Beatles 1962–1966, Love Songs, The Beatles' Ballads et Reel Music. En Allemagne, la chanson possède six mesures en finale au lieu de quatre ; on pouvait entendre cette version sur l'édition américaine de Rarities. Finalement, la prise 2 est entendue sur Anthology 1. And I Love Her ne fut jouée qu'une seule fois dans les studios de la BBC. Cette balade fut enregistrée le 14 juillet 1964 pour une mise en ondes le surlendemain à l'émission Top Gear. Cet enregistrement est aujourd'hui disponible sur le disque On Air - Live at the BBC Volume 2.
Une version orchestrale de cette chanson, produite par George Martin, sera entendue dans le film et aussi incluse sur la version américaine de A Hard Day's Night, publié par le label United Artists. Cet instrumental sera également publié des deux côtés de l'Atlantique en face A d'un single crédité à George Martin and his Orchestra, couplé à Ringo's Theme (This Boy).

### Publication en France
La chanson arrive en France en septembre 1964 sur la face B d'un 45 tours EP (« super 45 tours ») titré 4 Garçons dans le vent - Chansons du film ; elle est accompagnée  de Tell Me Why. Sur la face A figurent A Hard Day's Night et I Should Have Known Better. La pochette de ce disque présente une photo du groupe poursuivi par des bobbies, tirée d'une scène du film.

## Musiciens
- Paul McCartney : Chant, basse
- John Lennon : guitare rythmique
- George Harrison : guitare solo
- Ringo Starr : bongos, claves

## Sessions d’enregistrement
- 25 février 1964 : enregistrement de 2 prises, studios Abbey Road
- 26 février 1964 : enregistrement de 17 prises numérotées de 3 à 19
- 27 février 1964 : enregistrement de 2 prises supplémentaires : prises 20 et 21.
- Version finale : prise 21.

Durée de la chanson : 2:28
Ingénieurs du son : Norman Smith, Richard Langham
Producteur : George Martin

## Traductions et reprises

### Traductions
La version originale And I Love Her, écrite par John Lennon et Paul McCartney en anglais, a été traduite et interprétée dans différentes autres langues :
- Et je l'aime écrite par Mya Simille en Français,
- La tua voce écrite par Mogol, Don Backy en Italien,
- Eu Te Amo écrite par Roberto Carlos en Portugais,
- Eu te amo par George Freedman en Portugais,
- Dick Rivers l'a enregistré pour l'émission de télévision Story of the Beatles sur FR3 (1990).
- Michèle Torr qui en fait une adaptation française en 1965, sous le titre Et je l'aime.
- Roberto Carlos l'a chantée en portugais, puis en espagnol.

### Reprises
Cette chanson a été reprise de très nombreuses fois (plus d'une centaine de fois), parmi lesquelles il convient de noter les reprises de :
- George Martin and his Orchestra en 1964[8],
- The Johnny Mann Singers en 1964[9],
- Santo & Johnny en 1964[10],
- Ferrante & Teicher (it) en 1964,
- Roy Hamilton en 1965[11],
- The Wailers en 1965[12],
- Esther Phillips l'a transposée d'un point de vue féminin : And I Love Him en 1965[13],
- Count Basie and His Orchestra en 1966[14],
- Willis Jackson en 1966[15],
- Chet Atkins en 1966[16],
- Smokey Robinson & The Miracles sur leur album studio What Love Has Joined Together en avril 1970[17],
- Bobby Womack en 1972[18],
- Sarah Vaughan en 1981[19],
- Alton Ellis en 1981[20],
- Julio Iglesias en 1990[21],
- Diana Krall en 1995[22],
- Neil Diamond en 1998[23],
- Jim Horn en 2000[24],
- Cliff Richard en 2001[25],
- Brad Mehldau en 2013,
- Pat Metheny (notamment au festival de San Remo en 1991)[26],
- Jose Feliciano dans l'album tribute to the Beatles,
- Barry Manilow,
- Prince Buster,
- Link Wray,
- John Farnham,
- Kenny Lattimore,
- Kurt Cobain (demo)
- Benjamin Gibbard en 2018 la transpose au masculin (point de vue homosexuel) pour l'album "Universal Love – Wedding Songs Reimagined"[27]
- Bob Marley & The Wailers[28]